# Chrysodema sibuyanica
Chrysodema sibuyanica es una especie de escarabajo del género Chrysodema, familia Buprestidae. Fue descrita científicamente por Fisher en 1924.